# Câmara flash

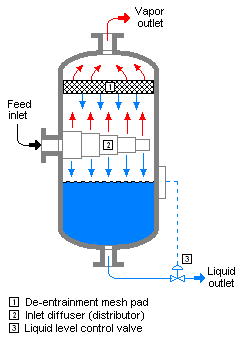
Esquema de uma camara flash

Uma câmara flash ou separador líquido-vapor é uma vaso vertical utilizado em diversas aplicações industriais para separar uma mistura de líquido-vapor. A gravidade faz com que o líquido se deposite no fundo do vaso, de onde ele é retirado. O vapor se desloca para cima a uma velocidade que minimiza o arrastamento de gotas de qualquer líquido no vapor que sai na parte superior do vaso.
A alimentação também pode ser um líquido que está sendo parcial ou totalmente "flasheado" em vapor, quando o líquido entra no separador.
Quando usado para remover gotículas de água suspensas a partir de correntes de ar, um separador de líquido-vapor é chamado frequentemente de demister.